# 影虎和彦
影虎 和彦（かげとら かずひこ、1954年5月21日 - ）は、岩手県九戸郡軽米町大字山内出身で九重部屋に所属した元大相撲力士。本名は滝沢 和彦（たきさわ かずひこ）。最高位は東前頭11枚目（1980年7月場所）。現役時代の体格は182cm、116kg。得意手は左四つ、突き、押しなど。

## 来歴
中学生の頃は、陸上競技で活躍。2年生の時、巡業で地元・岩手を訪れた九重部屋の大関・北の富士からスカウトを受けた。
その後上京し、九重部屋（師匠は元横綱・千代の山）へ入門。1968年11月場所で初土俵を踏んだ。
当初の四股名は本名と同じ「滝沢」であったが、三段目時代の1972年1月場所より「影虎」に改名した。この四股名は、序ノ口に付いた1969年1月よりNHKにて放送された大河ドラマ『天と地と』の主人公であった上杉謙信の出家（改姓）前の名・長尾景虎に因んでいる（以後は一時本名に戻していた時期もあったが、1976年1月場所で「影虎」に再改名してからは、廃業まで通した）。
幕下に上がってからは、上位の壁を破れず5年以上苦しんだが、1978年1月場所で新十両に昇進。
そして、この地位を3場所連続の勝ち越しで突破し、同年7月場所にて新入幕を果たした。
左四つからの突き押しを得意とし、持ち前の俊敏さを生かした相撲を見せた。だが、首を負傷した事もあって、幕内では1度も勝ち越せずに終わっている。
現役晩年には頸椎を捻挫し、これが原因で1981年3月場所直前に、26歳の若さで廃業の止む無きに至った。
現在は盛岡市で、相撲料理の店を営んでいる。

## 主な戦績
- 通算成績：351勝312敗15休 勝率.529
- 幕内成績：19勝41敗 勝率.317
- 現役在位：74場所
- 幕内在位：4場所
- 各段優勝
  - 幕下優勝：1回（1977年5月場所）
- 連続出場：663回（序ノ口以来、1969年1月場所-1981年1月場所）

### 場所別成績
| | 一月場所 初場所（東京） | 三月場所 春場所（大阪） | 五月場所 夏場所（東京） | 七月場所 名古屋場所（愛知） | 九月場所 秋場所（東京） | 十一月場所 九州場所（福岡） |
| --- | ----------------------- | ----------------------- | ----------------------- | --------------------------- | ----------------------- | --------------------------- |
| 1968年 （昭和43年） | x                       | x                       | x                       | x                           | x                       | （前相撲）                  |
| 1969年 （昭和44年） | 東序ノ口11枚目 4–3      | 東序二段65枚目 4–3      | 東序二段43枚目 3–4      | 西序二段46枚目 3–4          | 西序二段52枚目 5–2      | 東序二段16枚目 4–3          |
| 1970年 （昭和45年） | 東三段目94枚目 3–4      | 西序二段12枚目 5–2      | 西三段目75枚目 3–4      | 東序二段3枚目 4–3           | 東三段目75枚目 5–2      | 東三段目45枚目 4–3          |
| 1971年 （昭和46年） | 西三段目34枚目 4–3      | 東三段目23枚目 4–3      | 西三段目8枚目 3–4       | 東三段目17枚目 4–3          | 西三段目6枚目 4–3       | 東幕下56枚目 3–4            |
| 1972年 （昭和47年） | 西三段目5枚目 4–3       | 東幕下59枚目 4–3        | 東幕下54枚目 4–3        | 東幕下47枚目 4–3            | 東幕下42枚目 5–2        | 東幕下27枚目 4–3            |
| 1973年 （昭和48年） | 西幕下21枚目 4–3        | 東幕下18枚目 2–5        | 東幕下36枚目 6–1        | 東幕下14枚目 3–4            | 東幕下22枚目 5–2        | 東幕下13枚目 3–4            |
| 1974年 （昭和49年） | 東幕下21枚目 4–3        | 東幕下16枚目 4–3        | 西幕下11枚目 4–3        | 東幕下7枚目 4–3             | 西幕下5枚目 3–4         | 東幕下9枚目 3–4             |
| 1975年 （昭和50年） | 西幕下14枚目 4–3        | 東幕下11枚目 2–5        | 西幕下26枚目 6–1        | 東幕下10枚目 4–3            | 西幕下6枚目 4–3         | 西幕下4枚目 1–6             |
| 1976年 （昭和51年） | 西幕下29枚目 3–4        | 西幕下36枚目 4–3        | 西幕下27枚目 5–2        | 西幕下14枚目 4–3            | 東幕下12枚目 3–4        | 西幕下18枚目 5–2            |
| 1977年 （昭和52年） | 西幕下9枚目 3–4         | 東幕下17枚目 4–3        | 西幕下12枚目 優勝 6–1   | 西幕下2枚目 4–3             | 東幕下2枚目 4–3         | 西幕下筆頭 5–2              |
| 1978年 （昭和53年） | 西十両12枚目 11–4       | 東十両3枚目 9–6         | 東十両筆頭 8–7          | 西前頭13枚目 5–10           | 西十両5枚目 10–5        | 東十両筆頭 7–8              |
| 1979年 （昭和54年） | 東十両3枚目 7–8         | 西十両4枚目 8–7         | 東十両2枚目 9–6         | 西前頭13枚目 5–10           | 西十両3枚目 8–7         | 西前頭13枚目 5–10           |
| 1980年 （昭和55年） | 西十両3枚目 8–7         | 東十両3枚目 8–7         | 東十両筆頭 9–6          | 東前頭11枚目 4–11           | 東十両4枚目 5–10        | 西十両8枚目 6–9             |
| 1981年 （昭和56年） | 西十両11枚目 9–6        | 西十両5枚目 引退 0–0–15 | x                       | x                           | x                       | x                           |
| 各欄の数字は、「勝ち-負け-休場」を示す。 優勝 引退 休場 十両 幕下 三賞：敢=敢闘賞、殊=殊勲賞、技=技能賞 その他：★=金星 番付階級：幕内 - 十両 - 幕下 - 三段目 - 序二段 - 序ノ口 幕内序列：横綱 - 大関 - 関脇 - 小結 - 前頭（「#数字」は各位内の序列） |                         |                         |                         |                             |                         |                             |

### 幕内対戦成績
| 力士名 | 勝数 | 負数 | 力士名   | 勝数 | 負数 | 力士名   | 勝数 | 負数 | 力士名 | 勝数 | 負数 |
| ------ | ---- | ---- | -------- | ---- | ---- | -------- | ---- | ---- | ------ | ---- | ---- |
| 青葉城 | 0    | 2    | 荒勢     | 0    | 2    | 岩波     | 0    | 3    | 大潮   | 1    | 0    |
| 巨砲   | 0    | 1    | 大錦     | 0    | 1    | 尾形     | 0    | 1    | 魁輝   | 1    | 0    |
| 蔵間   | 1    | 2    | 黒瀬川   | 1    | 0    | 黒姫山   | 1    | 1    | 琴若   | 1    | 1    |
| 蔵玉錦 | 0    | 1    | 神幸     | 1    | 0    | 大こう   | 1    | 0    | 高見山 | 0    | 1    |
| 谷嵐   | 0    | 1    | 玉ノ富士 | 1    | 0    | 出羽の花 | 0    | 1    | 闘竜   | 0    | 1    |
| 栃光   | 0    | 2    | 播竜山   | 0    | 1    | 富士櫻   | 0    | 3    | 双津竜 | 0    | 1    |
| 鳳凰   | 1    | 0    | 舛田山   | 1    | 1    | 三杉磯   | 2    | 1    | 豊山   | 1    | 2    |
| 鷲羽山 | 1    | 1    |          |      |      |          |      |      |        |      |      |

## 改名歴
- 滝沢 和彦（たきさわ かずひこ、1969年1月場所-1971年11月場所）
- 影虎 和彦（かげとら -、1972年1月場所-1974年9月場所）
- 滝沢 和彦（たきさわ -、1974年11月場所-1975年11月場所）
- 影虎 和彦（かげとら -、1976年1月場所-1981年3月場所）